# Bryzdzyn
Bryzdzyn is een plaats in het Poolse district Miechowski, woiwodschap Klein-Polen. De plaats maakt deel uit van de gemeente Kozłów en telt 430 inwoners.